# Adrianna Górska
Adrianna Górska, polsky Adrianna Górska de Montaut také Adrienne Gorska de Montaut (1899 Moskva – 1969 Beaulieu-sur-Mer) byla francouzská architektka a designérka polského původu. 

## Život
Narodila se v Moskvě jako Adrianna Gurwik-Górska v bohaté rodině advokáta Borise Gurwik-Górského, ruského žida, a jeho ženy Malviny, rozené Deklerové, která pocházela z bohaté a vlivné polské rodiny. Její sestrou byla malířka Tamara de Lempicka.
V roce 1919 opustila sovětské Rusko a s rodiči emigrovala do Paříže, kde začala v roce 1922 studovat na École Speciale d'Architecture (ESA). Studium ukončila v roce 1924, v té době jako jedna z prvních žen ve Francii získala diplom z architektury. V témže roce představila na Podzimním salonu svůj projekt věnovaný prodejně klavírů „Gaveu”.
Jednou z jejích prvních projektů po získání diplomu byl návrh pařížského bytu a ateliéru Tamary de Lempické, který se nacházel na pařížské ulici Rue de Mechain. Koncem dvacátých let 20. století spolupracovala s polskou výtvarnicí a interiérovou designérkou Sarou Lipskou na projektu renovace venkovského domu Barbary Harrisonové v Rambouillet. Architektky přestavěly stodolu na jídelnu a koupelnu vyzdobily mozaikou ve zlaté, žluté a oranžové barvě.
Bytový dům, který navrhla v ulici Rue de Pinel v Neuilly v roce 1931, upoutal pozornost architektů Roberta Mallet-Stevense a Reného Herbsta, kteří pozvali Górskou k účasti na architektonické sekci třetí výstavy L'Union des Artistes Modernes, která se konala v roce 1932. V témže roce se Górská stala řádnou členkou French Union des Artistes Modernes (UAM, Francouzský svaz moderních umělců).
Na počátku třicátých let 20. století začala Adrianna Górska spolupracovat s architektonickou kanceláří Molinié a Nicot, kde se seznámila s architektem Pierrem de Montautem, za kterého se v roce 1934 provdala. Manželé uzavřeli smlouvu se skupinou Cinéac Group na návrhy řady kin patřících této společnosti. V návrzích Górské a de Montauta kontrastoval minimalistický design fasády, která svým osvětlením pomocí zářivek připomínala konstruktivistickou architekturu, v kontrastu s kolážovitým interiérem složeným z grafických a slovních znaků a využívajícím nejmodernější technologie té doby: neonové podsvícení a dveře s fotobuňkou.
V roce 1937 získala zakázku na polský pavilon na Exposition Internationale des Arts et Techniques dans la Vie Moderne v Paříži.
Górska se kromě architektury zabývala interiérovým designem a navrhovala nábytek.
V létě 1939 přijela s manželem do Polska, kde měli navrhovat kinosály pro společnost Pathé Natan. V srpnu téhož roku, těsně před vypuknutím druhé světové války, se manželé vrátili do Paříže. 
Po druhé světové válce a smrti svého manžela pokračovala Adrianna Gorska v projektování kin, garáží a funkčních vil.  V letech 1950–1951 spolupracovala s Pierrem de Montautem, Louisem Poutuem a Josephem Lajarrigem na přestavbě obchodního domu Aux Dames de France v Toulonu pod moderním názvem Palais Paris-France. Víceúčelová budova zahrnovala v přízemí obchodní dům a v horních patrech byly kanceláře a byty.
Zemřela v roce 1969 v Beaulieu-sur-Mer ve věku 70 let.